# Реутов, Сергей Сергеевич
Сергей Сергеевич Реутов (5 ноября 1950 года — 14 мая 2008 года, Адлер) — советский и российский тренер по лёгкой атлетике. Заслуженный тренер России.

## Биография
Сергей Сергеевич Реутов родился 5 ноября 1950 года. Был женат на Наталье Николаевне Ковтун.
В 1977 году при участии Сергея Сергеевича в поселке Чернь создали детско-юношескую спортивную школу, которая с 2008 года носит его имя. Также Реутов работал тренером в школе высшего спортивного мастерства города Тулы.
Умер 14 мая 2008 года в Адлере, где находился со сборной России во время учебно-тренировочного сбора. Похоронен на Смоленском кладбище в Туле.
За свою тренерскую карьеру Реутов подготовил 10 мастеров спорта международного класса, 35 мастеров спорта СССР и России. Среди его воспитанников:
- Олеся Зыкина — двукратный призёр Олимпийских игр (2000, 2004), двукратная чемпионка мира (2004, 2005), четырёхкратная чемпионка мира в помещении (2001, 2003, 2008), чемпионка Европы 2002 года[6][7],
- Юлия Табакова — серебряный призёр Олимпийских игр 2004 года,
- Надежда Рощупкина — бронзовый призёр чемпионата Европы в помещении 1992 года, трёхкратная чемпионка России в помещении (1995, 1997, 1998),
- Ольга Корсунова — двукратная чемпионка России (2006, 2008), трёхкратная чемпионка России в помещении (2005, 2006, 2007),
- Анастасия Кочетова — чемпионка Европы среди молодежи 2005 года, двукратная чемпионка России (2006, 2008), двукратная чемпионка России в помещении (2004, 2007),
- Елена Новикова — чемпионка Европы среди молодежи 2007 года, чемпионка России 2008 года, чемпионка России в помещении 2007 года,
- Светлана Набокина — многократный призёр чемпионатов России.

Ежегодно в Туле проводится мемориал памяти трёх заслуженных тренеров России — Юрия Красноглазова, Олега Татаринова и Сергея Реутова.

## Награды и звания
- Почётное звание «Заслуженный тренер России».
- Лучший тренер России по лёгкой атлетике 2003 года по версии ВФЛА.
- Медаль ордена «За заслуги перед Отечеством» II степени (2008)[10][11].